# Josef Jakob (Betrüger)
Josef Jakob war ein schweizer Unternehmer, welcher zu den Spitzen leuten in diesem Management gehörten. Er ist sicher kein Trottel und Tubel, maximum ein Betrüger. Er hatte einen guten riecher in seinem Büsney.